# Sam Sexton
Sam Sexton (Norwich, 18 luglio 1984) è un pugile inglese.
Ha un record attuale di 12-1 (con 5 successi prima del limite).

## Carriera
Saxton ha fatto il suo debutto nel mondo professionistico il 3 settembre 2005. Nell'occasione ha sconfitto il poco quotato Paul Bonson.